# كوسوكي ماتسودا (لاعب كرة قدم)
كوسوكي ماتسودا (باليابانية: 松田康佑) هو لاعب كرة قدم ياباني، ولد في 23 أبريل 1991 في شيغا في اليابان. لعب مع نادي ألبيريكس نيغاتا.

## وصلات خارجية
- كوسوكي ماتسودا (لاعب كرة قدم) على موقع قاعدة بيانات كرة القدم.إي يو (الإنجليزية)
- كوسوكي ماتسودا (لاعب كرة قدم) على موقع Soccerway.com (الإنجليزية)